# سنجه (سودان)
سنجه (به عربی: سنجة) شهری در استان سنار کشور سودان است که جمعیت آن در سرشماری سال ۱۹۹۳ میلادی k.A. نفر بوده و در سال ۲۰۰۷ میلادی ۴۶٫۳۵۰ نفر تخمین زده شده است.